# Виндкрест (Тексас)
Виндкрест (енгл. Windcrest) град је у америчкој савезној држави Тексас. По попису становништва из 2010. у њему је живело 5.364 становника.

## Демографија
Према попису становништва из 2010. у граду је живело 5.364 становника, што је 259 (5,1%) становника више него 2000. године.
| Група             | 2000.         | 2010.         |
| Белци             | 3.767 (73,8%) | 3.083 (57,5%) |
| Афроамериканци    | 420 (8,2%)    | 668 (12,5%)   |
| Азијати           | 107 (2,1%)    | 224 (4,2%)    |
| Хиспаноамериканци | 762 (14,9%)   | 1.300 (24,2%) |
| Укупно            | 5.105         | 5.364         |